# Metallaxis herbuloti
Metallaxis herbuloti là một loài bướm đêm trong họ Geometridae.